# Посольство України у Франції
Посольство України у Франції — дипломатична місія України у Франції, знаходиться в Парижі.

## Завдання посольства
Основне завдання Посольства України в Парижі представляти інтереси України, сприяти розвиткові політичних, економічних, культурних, наукових та інших зв'язків, а також захищати права та інтереси громадян і юридичних осіб України, які перебувають на території Франції.
Посольство сприяє розвиткові добросусідських відносин між Україною і Французькою Республікою на всіх рівнях, з метою забезпечення гармонійного розвитку взаємних відносин, а також співробітництва з питань, що становлять взаємний інтерес. Посольство виконує також консульські функції.

## Керівники дипломатичної місії
1. Могилянський Микола Михайлович (1918)
2. Сидоренко Григорій Микитович (1919)
3. Тишкевич Михайло Станіславович (1920)
4. Шульгин Олександр Якович (1921)
5. Сліпченко Олександр Сергійович (1992)
6. Кочубей Юрій Миколайович (1992–1997)
7. Зленко Анатолій Максимович[1] (1997–2000)
8. Йохна Віталій Антонович (2000–2003) т.п.
9. Сергєєв Юрій Анатолійович[2] (2003–2007)
10. Тимошенко Костянтин Володимирович[3] (2007–2010)
11. Купчишин Олександр Михайлович[4] (2010–2014)
12. Кобзистий Олег Павлович (2014) т.п.
13. Шамшур Олег Владиславович[5] (2014–2020)
14. Омельченко Вадим Володимирович (з 2020)

## Історія Посольства

### Структура Посольства України у Французькій Республіці
- Надзвичайний і Повноважний Посол
- Радник-посланник

###### Політичний відділ
- Радник
- Перший секретар
- Перший секретар
- Другий секретар
- Третій секретар
- Третій секретар

###### Економічний відділ
- Перший секретар
- Другий секретар

###### Відділ культурного і гуманітарного співробітництва

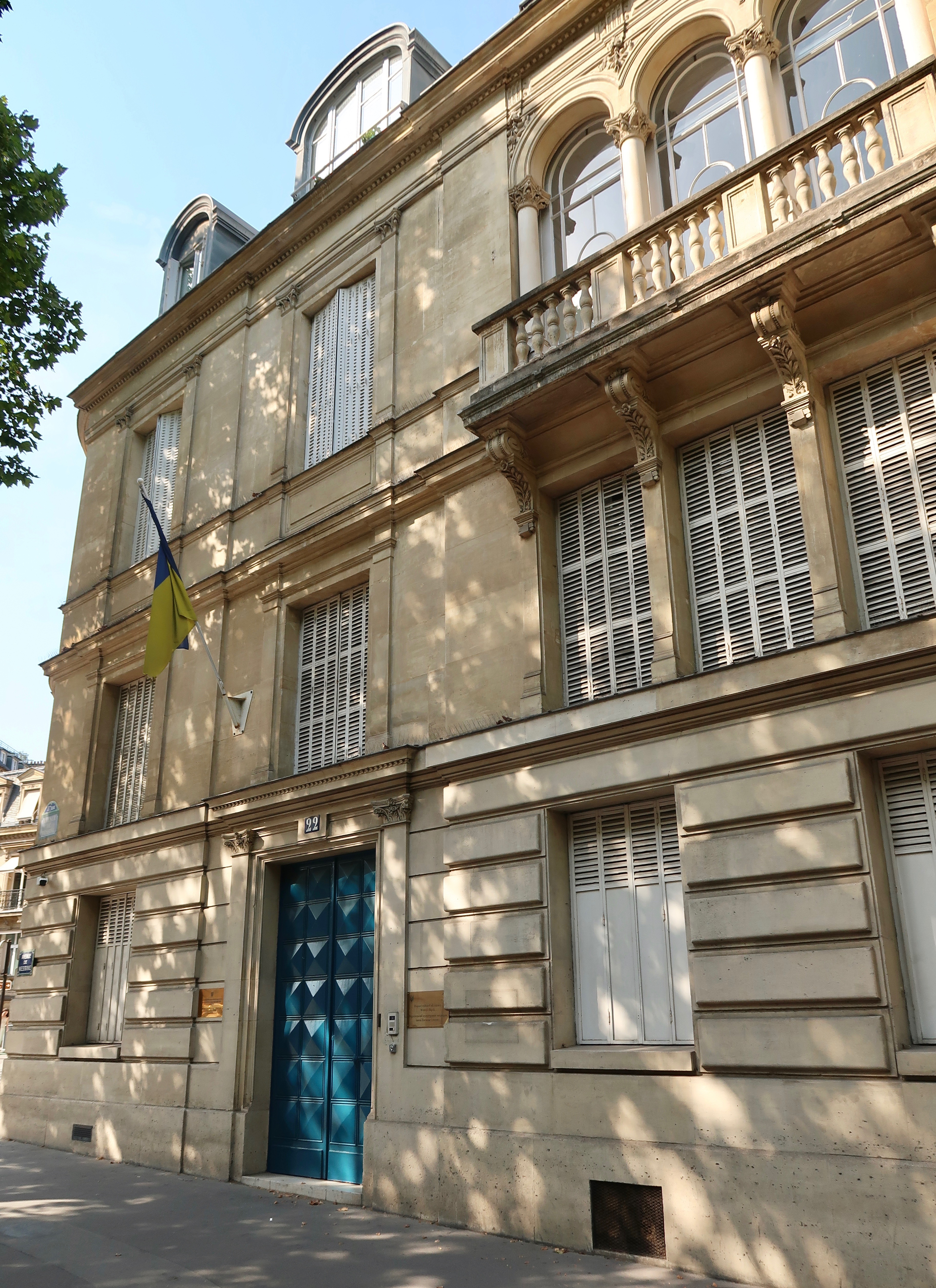
Культурно-інформаційний центр Посольства України у Франції

- Радник — Директор Культурно-інформаційного центру
- Перший секретар

###### Відділ консульсько-правових питань
- Перший секретар
- Другий секретар
- Третій секретар

###### Відділ протокольного забезпечення
- Третій секретар

###### Апарат військових аташе
- Аташе з питань оборони
- Військовий аташе

## Сучасна структура Посольства України у Французькій Республіці

###### Керівництво
- Надзвичайний і Повноважний Посол України у Франції
- Радник-посланник

###### Відділи
- Політичний відділ
- Відділ економічного, науково-технічного та освітнього співробітництва
- Відділ культурного і гуманітарного співробітництва, взаємодії з українською громадою та регіональних зв'язків
- Консульський відділ
- Апарат військових аташе

## Консульства України у Франції
За попереднім записом у містах Ніцца, Ліон, Тулуза, Страсбург відповідно до визначеного графіка на рік проводяться виїзні консульські обслуговування громадян.
- Почесне консульство в Новій-Аквитанії
- Почесне консульство в Бретані
- Почесне консульство в регіоні О-де-Франс

## Послуги Посольства
- Паспортне обслуговування: оформлення закордонних паспортів; оформлення закордонного паспорта дитині до 15 років, яка народилась на території Франції; оформлення закордонного паспорта дитині до 15 років, яка народилась на території України; оформлення посвідчення особи на повернення в Україну повнолітнім особам; оформлення посвідчення особам на повернення в Україну особам до 16 років, які народились у Франції або в Україні; оформлення закордонного паспорта зіпсованого або втраченого тощо.
- Громадянство України: оформлення клопотання про вихід з громадянства України; оформлення набуття громадянства України за народженням; видача повторної довідки про реєстрацію дитини громадянином України.
- Постійне проживання за кордоном: оформлення клопотання про залишення на постійне місце проживання за кордоном.
- Консульський облік: прийняття на тимчасовий консульський облік особи до 16 років або повнолітньої особи; прийняття на постійний консульський облік особи до 16 років або повнолітньої особи.
- Нотаріат: посвідчення документальної довіреності; посвідчення майнової довіреності; посвідчення транспортної довіреності; посвідчення копії документів; посвідчення згоди на оформлення дитині паспорта для виїзду за кордон; посвідчення згоди на купівлю-продаж нерухомості; посвідчення генеральної довіреності; посвідчення заяви про прийняття спадщини або про відмову від прийняття спадщини; посвідчення довіреності на оформлення спадкових прав; посвідчення заповіту; посвідчення згоди на виїзд дитини за межі України; посвідчення згоди на оформлення дитині візи до іноземної держави; посвідчення згоди на реєстраційний облік дитини; посвідчення заяви про спонсорську підтримку.
- Реєстрація актів цивільного стану: реєстрація зміни імені (крім зміни в разі реєстрації шлюбу).
- Документи для реєстрації шлюбу у Франції: посвідчення заяви про цивільний стан; засвідчення вірності перекладу документів.

Всі послуги надаються за попереднім записом на кожну особу й окремо на кожну консульську дію.